# ブドウ球菌
ブドウ球菌（ブドウきゅうきん）とは、ブドウ球菌属(Staphylococcus属)に属する、グラム陽性の細菌の総称である。
その名の通り球菌であり、1つ1つの球菌が不規則に配列した集合体（クラスター）を作りながら増殖し、光学顕微鏡下で観察すると「ブドウの房」のように見えるため「ブドウ球菌」と名付けられた。属名のStaphyloccocusも、ギリシア語で「ブドウの房」を意味するstaphylo-と、球菌を意味するcoccus（元は「（穀物の）粒」や「木の実」の意）に由来する。
元来「ブドウ球菌」とは、細菌が発見されて間もない、分類法が整理されていない時期に、直鎖状に配列するグラム陽性球菌のグループである連鎖球菌と対比して、細菌の形態および配列から名付けられた名称である。このためStaphylococcus属以外でも、クラスターを形成することがあるMicrococcus属などを含めて広義に「ブドウ球菌」 (staphylococcus) と呼ばれていた。例えば、Micrococcus属は「4連球菌」といって、典型的には4つの球菌がクラスターを形成する。
本項目では、ブドウ球菌属に属する細菌全般(Staphylococcus sp.)を解説する。

## 特徴
ブドウ菌は、直径1 µm程度のグラム陽性球菌で、ブドウの房状の不規則な配列をする、通性嫌気性細菌である。生化学的には、カタラーゼ陽性（カタラーゼ酵素を有すること）と、ブドウ糖を嫌気的に分解する性質から、他の代表的なグラム陽性球菌と鑑別される。多くの菌種は耐塩性であり、10パーセントの食塩濃度下でも増殖可能である。35〜40 ℃でよく生育し、寒天培地で培養すると、菌種によっては黄色〜ピンクの様々な色調の不溶性の色素を産生する。このため、寒天培地上でのブドウ球菌のコロニーは、白色以外に、レモン色、橙色、ピンクなど様々な色を呈する場合がある。
また、メチシリン耐性黄色ブドウ球菌（MRSA）のように、抗菌薬に対して耐性を獲得した菌株も見られる。当初は院内感染がMRSAの主な感染経路であったのが、1990年代には病原性が高く、市中感染型メチシリン耐性黄色ブドウ球菌（CA-MRSA）まで報告され始めた。さらに、バンコマイシン耐性黄色ブドウ球菌（VRSA）も2002年に、アメリカ合衆国で初めて確認された。中には、抗菌薬の不適切な使用により、ほとんど全ての抗菌薬に対して、高度に耐性化した菌株も現れた。

## 分類
2005年現在、ブドウ球菌属の細菌は35菌種に分類されている。これ以前の最も初期の分類では、コロニーの色調によって「白色ブドウ球菌」「黄色ブドウ球菌」「橙色ブドウ球菌」に分けられていた。その後「表皮ブドウ球菌」「黄色ブドウ球菌」「腐性ブドウ球菌」の3菌種に改名された。また、血漿を凝固させる働きを持つタンパク質であるコアグラーゼを産生するかどうかが、ヒトに対する病原性と密接に関連しているため、コアグラーゼ陽性（コアグラーゼを産生する）、コアグラーゼ陰性（産生しない）の2群に大別することも医学分野では慣用的に行われてきた。しかし、これらの初期の分類はいずれも大まかな分類に過ぎない。遺伝学的分類法の導入によっブドウ球菌属は生物学的に35菌種に分類されており、これまでに、その中で15種がヒトから分離されたことがある。

## エンテロトキシン産生
黄色ブドウ球菌の中には、エンテロトキシンを産生する種もいる。増殖の際、体外タンパク質毒素として、分子量19,000から29,000前後の単純タンパク質（エンテロトキシン）を数十種類産生する。このエンテロトキシンは、熱、消化酵素（トリプシン）により破壊されない。つまり、調理の熱で菌を死滅させても、エンテロトキシンは失活せずに残るだけでなく、消化器官内で分解されないため、毒素型食中毒の重要な原因となっている。
また、このようなブドウ球菌が死滅しておらず、体内で増殖した場合には、敗血症、毒素性ショック症候群（TSS）、蜂窩織炎、肺炎、心内膜炎、川崎病、慢性副鼻腔炎などの原因になる場合もある。また、アトピー性皮膚炎や自己免疫疾患との関連性も指摘されている。加えて、ヒトだけでなく獣医学畜産領域においても重要な病原体である。例えば、このようなブドウ球菌によって乳牛が乳腺炎を起こしている場合には、牛乳を介して食中毒を引き起こす可能性もある。

## コアグラーゼ産生
菌体外酵素の1つであり、血漿凝固作用を有する。ブドウ球菌の分類において、その菌種がコアグラーゼを産生するかどうかという性状は、大きな意味を持つと捉えられてきた。これは医学上の立場から重要視されたためである。ヒトから分離された15種のブドウ球菌の中では、最も病原性の高い黄色ブドウ球菌だけがコアグラーゼ陽性であるため、この菌であるかどうかの判定に利用可能だからである。この他、ヒトを宿主としない、動物由来のブドウ球菌のうち、Staphylococcus intermediusがコアグラーゼ陽性、Staphylococcus delphiniとStaphylococcus hyicusには、菌株によってコアグラーゼ陽性または陰性の場合がある。これらを除いた31種は全てコアグラーゼ陰性で、コアグラーゼ陰性ブドウ球菌（Coagulase negative Staphylococci, CNS）と総称される。ただし臨床の現場でCNSは、ヒトから分離されることのある、黄色ブドウ球菌以外の種（約14種）を指し、中でも検出される頻度が高い、表皮ブドウ球菌を意味する用語として使われる場合がある。

## 主な種類
ブドウ球菌はヒトから分離される事例の多い常在細菌であり、健常人の鼻腔内や体表などから分離される例が多い。しかし、その大部分は非病原性であり、体表面、鼻咽腔、消化管、膣などの常在細菌として、常在細菌叢（あるいは正常フローラ）(腸内細菌)を形成し、むしろ、外部からの病原体の侵入を防ぐバリヤーの役割の一端を担っている。ただし、ヒトに対する病原性を持つ種もいる。それでも、一般に、ヒトはブドウ球菌による病気の発症に対しては抵抗性が強く、ある種の自然免疫が備わっていると考えられている。仮にブドウ球菌によって感染巣が化膿しても、免疫力が充分であれば、白血球の働きによって病巣部は限局的で済み、容易に感染巣は広がらない。しかし、何らかの原因で白血球の機能が低下した患者などでは、この機構が働かずに重症化することもある。
黄色ブドウ球菌 (Staphylococcus aureus)
主として鼻腔や表皮に常在する。ブドウ球菌の中では最も病原性が高く、健常者に対しても化膿性疾患を中心とする各種疾患を引き起こすことがある。また足の裏の悪臭の原因物質を作る菌の1つであることでも知られている。保健所への翌月報告が必要な4類感染症のひとつ。
表皮ブドウ球菌(Staphylococcus epidermidis)
主として鼻腔や表皮に常在する。通常は非病原性であり、他の病原菌から表皮を守るバリアーや、表皮を健康に保つ役目を果たしている菌である。しかし、体内に侵入すると病原性を発することもある。プラスチック表面などに対する付着性が強く、加えて表皮の常在菌であるため、手術の際にカテーテルや心臓弁などの医療用器具に付着して体内に侵入することがある。特に体内に留置するタイプの医療器具に付着して、そこで増殖することによって深在性の化膿症の原因になることがある。
腐性ブドウ球菌(Staphylococcu saprophyticus)
主として泌尿器周辺の皮膚に常在している。そこから尿路に侵入すると尿路感染症の原因になる場合がある。特に女性の尿路感染症の原因菌の1群として知られる。
非黄色ブドウ球菌（Non-aureus Staphylococci）
感染性は低い。